# جبل الديدبة
جبل الدّيدبة، هو جبل يقع فوق سهل البطوف في فلسطين التاريخية، يحدّ قرية كفر مندا من الشّمال بانحراف قليل إلى الشّرق. تصل إرتفاع قمّته إلى 548م عن سطح البحر، سفحه شديد الانحدار تجاه البطوف يهبط حوالي 400م على مسافة 1.5-2كم.1
تعود تسمية العرب للجبل بالدّيدبة من كلمة "الدّيدبان" وتعني الحارس. وهو الأعلى من بين كلّ الجبال المحيطة. وكان الجبل على مدى العصور ملجأ وحصنًا للثّوّار.
لم يستوطن الإنسان جبل الدّيدبة منذ فترة بعيدة لأنّ انحداره شديد وبسبب توفّر المراعي في السّهل والحقول المنخفضة ممّا أدّى إلى المحافظة على البيئة الطّبيعيّة فيه والحرش الطّبيعيّ الكثيف.
الصّخور في جبل الدّيدبة هي صخور جيريّة وكان يستعملها السّكان في بناء بيوتهم وقد جلبوا الحطب من أشجاره وغطّوا سقوفها ومن هنا نبعت أهميته كمصدر أساسيّ للحياة في هذه المنطقة.
لجبل الدّيدبة أهميّة ومكانة مقدسة عند سكان قرية كفر مندا وقد ارتبط ارتباطًا وثيقًا بمعتقداتهم، ومن الأمثلة على ذلك صعود السّكان أعلى الجبل والدّعاء لله عند انحباس المطر.
جبل الدّيدبة يعدّ موقعًا أثريًّا فهو يحتوي على بقايا جدران، حظائر، وفي الشّمال الشّرقيّ من الجبل تقع قلعة يودفات، وفي قمّة الجبل توجد "خربة"، في وسطها برج مراقبة، وشمال البرج يوجد قبر محفور بالصّخر.